# Harcművészet

Bruce Lee és mestere, Jíp Man

A harcművészet és a küzdősport szót általában ugyanabban a jelentésben használják. Mégis, ha megfigyeljük a különböző küzdősportok/harcművészetek ágait, elég könnyedén megkülönböztethetünk két fő irányvonalat, melyet sokan önkényesen, de nem minden alap nélkül egyik vagy másik névhez rendelnek.
Így harcművészetnek inkább azokat az ágakat és formákat nevezik, melyek mögött egy spirituális és/vagy szellemi rendszer is áll (például a harci kungfu egyes irányzatai, az aikidó, az iaido, a tajcsicsüan stb.), illetve amelyek nem a küzdést és az abban való győzedelmeskedést helyezik a fókuszba. Másképp megfogalmazva ez valódi művészet, a művész pedig az alkotást és az önmegvalósítást tartja művészete céljának. Versenyről itt is beszélhetünk, de az nem a ringben, hanem inkább az életben játszódik. Fontosabb a harcművészetben a kibontakozás és valamiféle magasabb rendű elvvel való harmónia kialakítása.
A harcművészet egy tipikus leírása a festőművésszel való összehasonlítás. A festőnek rendelkezésére áll a paletta az alapszínekkel, valamint a vászon és az ecset. A felhasznált színeket viszont ő maga keveri ki, és a vonalakat is ő húzza, mindezt a saját stílusában, a saját látásmódja, érzései és érzelmei által vezérelve. A harcművésznek rendelkezésére állnak a technikák és formák, amelyeket szabadon módosít és kombinál a saját célja, valamint az adott helyzet szerint.
Összefoglalva: A harcművészet művészet testi és szellemi oldalról egyaránt megközelítve, az ember ősi védekező és támadó ösztöneit alapanyagul felhasználva.
A küzdősport szóhoz pedig inkább azokat rendelik, melyek letisztultak, nem hordoznak kulturális vonásokat, bármilyen kultúrához csatolhatók, inkább a testi értelemben vett harcot fejleszti, és nem, vagy csak nagyon kismértékben foglalkozik más kultúrá(k)nak a hozadékával, vagy a szellemi értelemben vett harccal. Más megközelítésben azt mondhatni, hogy küzdősport az, amelyben a hatékonyság (még ha részbeni is, például bokszban csak a kezet szabad használni) felülmúlja a szépség és az egészség szempontjait (például kick-box, sanda, ökölvívás, birkózás stb.). Ez sport, a művészi célokkal ellentétben itt a verseny, a mozgás és a mások felett való győzedelmeskedés számít elsődlegesen.
Összefoglalva: A küzdősport egy módszer a hatékony védelemre és támadásra, illetve sport, vagyis az előzőek szabályok között való űzésére.
Természetesen a két fogalom úgy is összeolvad, hogy például a karatét lehet küzdősportként alkalmazni, de lehet harcművészetként is művelni.

## Történet

### Ázsia
Az ázsiai harcművészetek megalapítása valószínűleg arra a folyamatra vezet vissza, amikor a korai kínai és indiai harcművészetek keveredtek egymással. Kiterjedt kereskedelem folyt a két nép között az i. e. 6. századtól kezdve. A kulturális kapcsolatokat a különféle diplomaták, kereskedők és szerzetesek is erősítették, akik beutazták a Selyemutat. A Hadakozó Fejedelmek (i. e. 480-221) időszaka alatt a harcművészeti filozófia és stratégia eddig nem látott fejlődésnek indult, ahogyan azt Szunce "A háború művészete" (kb. i. e. 350) című művében láthatjuk.
Egy régi legenda szerint egy 550 körül élt dél-indiai herceg, Pallava szerzetesnek állt és Bodhidharma néven (vagy ismerik még Darumaként is) a fegyelem, az alázatosság, józanság és tisztelet erényeit hirdette filozófiájában.
A Shaolin Monostort Xiaowen császár építette i. sz. 477-ben, aki az északi Vej-dinasztia uralkodója volt. Buddhabhadra (mandarinul Batuónak hívják), egy india dhyana mester lett a Shaolin templom első apátja.
Az Ázsiában kialakult harcművészetek terjesztése a tanár-tanítvány rendszer kulturális hagyományait követte. A diákok egy oktató alatt edzenek szigorú hierarchikus rendben. Az oktatót sifunak hívják kantoniul, shifunak pedig mandarinul. Ugyanezt a terminust a japánoknál a szenszej; koreaiul a szabeom-nim; szanszkritul, hindiül, a telegu nyelven és a malájul guru; a khmerül a kruu; tagalogul guro; malájul kalari gurukkal vagy kalari aszán; tamilul aszán; thaiul achan vagy khru és burmaiul a szaja tölti be. Mindegyiket mesterként, tanárként vagy mentorként fordíthatjuk.

## Egyes országok őshonos harcművészeti irányzatai

### Európa,Észak-Amerika,Dél-Amerika,Ausztrália
- Egyesült Királyság: Box, Fencing, Corno-breton, Defendu, Catch-as-catch-can, Scottish Backhold
- Brazília: Capoeira, Brazil Jiu-Jitsu, Luta Livre, Vale Tudo
- Chile: Cai-Ten
- Európa: Defendo, Történelmi európai harcművészetek
- Finnország: MilFight
- Franciaország: Canne de combat, Gouren, Savate, Vívás
- Görögország: Ókori görög ökölvívás, Ringen, Pankráció
- Írország: Shillelagh (Rince an Bhata Uisce Bheatha)
- Izland: Glima
- Lengyelország: Combat 56
- Magyarország: Baranta, Bujutsu-kai Kenshin-ryu, Hosszúkard vívás, Krav maga, Kézitusa, Lovasíjászat, Zenbukan kempó
- Moldova: Trinta
- Németország: Esdo, MilNaKaDo, IFCM, Weapon Defense System, Modern Self Defence
- Norvégia: Stav
- Portugália: Jogo do pau
- Olaszország: Campidanesa, Strumpa, Vívás
- Oroszország: Sambo, Systema, Kuresh
- Spanyolország: Zipota, Lucha Canaria, Lucha Leonesa
- Svájc: Schwingen
- USA: Kick-box, American Kenpo, Jeet Kune Do, Taekido, Kajukenbo, MMA

### Afrika
- Egyiptom: Egyiptomi botvívás
- Eritrea: Testa
- Gambia: Boreh
- Hausa nép: Dambe
- Szenegál: Laamb
- Togo: Evala

### Ázsia
- Burma: Naban
- Észak- és Dél-Korea: Hwarang-do, Taekwondo, Tangszudó(Tang Soo Do), Taekkyon, Subak (Sub-Yop-Chigi), Csharjok, Cshonmjodó, Hapkido, Geomdo, Kyeoktooki, Kuksoolwon, Ssireu
- Fülöp-szigetek: Arnis, Eskrima (Arnis de mano, Estocada, Pagkalikali), Kali (Kali Silat, Pekiti-Tirsia Kali)
- India: Kalarippayat, Vajramushti, Gatka, Shastar Vidiya, Silambam, Varma Kalai, Shirayan Vajramutthí, Inbuan, Malla-yuddha, Pehlwani, Kushti
- Indonézia: Pencak Silat, Penjang Gulat, Escrima, Kali, Kuntao
- Irán (Perzsia):  Varzesh-e pahlavani, Pahlavani, Bastani, Kutaeka Do, Koshti
- Izrael: Krav Maga (magyar vonatkozás!), Hisardut
- Japán: aikidó, iaidó, dzsúdó, dzsúkendó, karate, kempó, kendó, kobudó, kjúdó, naginatadó, nindzsucu, sórindzsi kempó, szódzsucu, taidzsucu
- Mongólia: Bökh
- Okinava (japán sziget): tradicionális karate, Okinawa Kobudo, Te(De)
- Kína – Kínai harcművészetek (kungfu vagy vusu; a teljesség igénye nélkül): vusu (sport- vagy versenyvusu), kuosu (Guoshu), Hajlékony Munka Stílusa (Rou Gong Men), Hszingjicsüan (Hsing-I), Északi/Déli Saolin kungfu (Shaolin Gong Fu), Wing Chun, Pakuacsang (Baguazhang), Tong Bei Chuan, Liuhopafa (Lok Hup Ba Fa, vízibox), Lansou, tajcsicsuan (Tai Chi), tajcsitao (Taiji Dao), suaj csiao (kínai birkózás) stb. (bővebben: kínai harcművészeti stílusok)
- Közép-Ázsia: Kurash (Kuresh)
- Laosz: Muay Lay Lao
- Mianmar (Burma): Bando (Thaing), Banshei, Lethwei
- Malajzia: Bersilat, Kuntao
- Srí Lanka: Chinadi
- Tibet: Tescao, Simhanada Vajramukti, Lama Pai
- Thaiföld: thai boksz, krabi krabong, Lerdrit, Muay boran
- Törökország: Sayokan, Yağlı güreş
- Vietnám: Co-Vô-Dao, Vo Thuat, Viet Vo Dao, Vovinam, Qwan Ki Do (Quan Khi Dao), Han Bai, Thanh Long, Viet Vu Dao, Tran Minh Long, Nguyen Trung Hoa, Binh Dinh (Tay Son), Kim Ke, Cuong Nhu, Yong Chun